# Енн Редкліфф
Анна Радкліф, Енн Редкліфф (англ. Ann Radcliffe; 9 липня 1764 — 7 лютого 1823) — англійська письменниця, одна із засновниць готичного роману.

## Біографія
Дуже мало відомо про життя Енн Редкліфф. У 1823 році, в рік її смерті, британський журнал Edinburgh Review написав: «Вона ніколи не з'являлася на публіці, завжди трималась осторонь, як солодкий птах, що співає свої поодинокі ноти, оповитий і невидимий». Англійська поетеса Крістіна Росетті намагалася написати біографію про життя письменниці, але зрештою відмовилася від цієї ідеї через нестачу інформації.
Енн Редкліфф народилася 9 липня 1764 року в Холборні, Лондон. Її батьком був галантерейник Вільям Уорд, мати — Енн Вотс. У 1787 році вона взяла шлюб з журналістом Вільямом Редкліффом, співвласником і редактором газети English Chronicle. Оскільки в них не було дітей, Енн, щоб зайняти вільний час, почала займатися белетристикою. Гроші, які вона заробила від своїх романів, пізніше дозволили їм подорожувати разом.
Життя Енн Редкліфф, як і її творчість, оточені різними таємницями. Одна з таких легенд оповідає про те, що, вигадуючи нові сюжети і страшні деталі своїх творів, Анна збожеволіла і після цього померла. Хоча її чоловік стверджував, що вона померла від нападу астми.

## Творчість
Редкліфф написала свої знамениті романи протягом 7-8 років; після 1797 року не випустила жодного твору. Найпопулярнішими її романами є «Роман у лісі» (1791), «Удольфські таємниці» (1794) та «Італієць» (1797). Головна особливість прози Радкліф — кількість ефектних літературних засобів, здатних залякати читача жахами ситуацій та антуражу (занедбані могили, привиди, духи, гроза та ін.), несподіваними сюжетними поворотами, лиходійствами та інтригами.
У багатьох творах письменниці відчувається вплив сентиментального жанру, що також сприяло популярності її романів. У першій чверті XIX століття романи Радкліф мали величезний успіх не тільки в Англії, але і в Європі, в тому числі і в Росії. Радкліф належить також опис подорожі на континент, яку вона здійснила у 1794 році. Книга «Журнал подорожі Голландією та західним кордоном Німеччини (Journal of a tour through Holland and the western frontier of Germany)» містить як красиві та поетичні описи побаченого, так і досить манірні судження про чужі краї.

## Вплив на більш пізніх авторів
Творчість Енн Редкліфф справила глибокий вплив на більш пізніх письменників, в тому числі на маркіза де Сада (1740—1814), Едгара Аллана По (1809—1849) і Вальтера Скотта (1771—1832).
У дитинстві молодий Федір Достоєвський був глибоко вражений Редкліфф. У своїх «Зимових нотатках про літні враження»" (1863) він пише: «…в довгі зимові вечори, за незнанням грамоти, слухав, роззявивши рота і завмираючи від захоплення і жаху, як батьки читали на сон грядущий романи Радкліф, від яких я потім марив уві сні в гарячці» Ряд науковців відзначають елементи готичної літератури в романах Достоєвського, а деякі з них зробили спроби показати безпосередній вплив Редкліфф на творчість письменника.

## Вибрані публікації
- Замок Етліна і Данбейна (The Castles of Athlin and Dunbayne[en]), 1789
- Сицилійський роман (A Sicilian Romance[en]), 1790
- Роман у лісі (The Romance of the Forest[en]), 1791
- Таємниці Удольфського замку (The Mysteries of Udolpho[en]), 1794
- Італієць (The Italian[en]), 1797
- Гастон де Блондевілль (Gaston de Blondeville[en]), 1826